# Алжир на летних Олимпийских играх 1992
Алжир принимал участие в Летних Олимпийских играх 1992 года в Барселоне (Испания) в седьмой раз за свою историю и завоевал одну золотую и одну бронзовую медали. Эта олимпиада принесла первое олимпийское золото сборной Алжира. Страну представляли 33 мужчины и 2 женщины, принимавшие участие в соревнованиях по боксу, греко-римской борьбе, волейболу, дзюдо, лёгкой атлетике, плаванию и тяжёлой атлетике.

## Медали

### 01!Золото
- Лёгкая атлетика, женщины — Хассиба Булмерка.

### 03!Бронза
- Бокс, до 57 кг — Хосин Солтани.

## Результаты

### Бокс
Спортсменов — 8
| Спортсмен        | Категория | 1/16 финала                 | 1/8 финала               | Четвертьфинал                   | Полуфинал             | Финал                |           |
| Спортсмен        | Категория | Соперник и результат        | Соперник и результат     | Соперник и результат            | Соперник и результат  | Соперник и результат |           |
| ---------------- | --------- | --------------------------- | ------------------------ | ------------------------------- | --------------------- | -------------------- | --------- |
| Мохаммед Хаиун   | 48 кг     | Валентин Барбу Пор 2:11     | Не прошёл                | Не прошёл                       | Не прошёл             | Не прошёл            | Не прошёл |
| Ясин Шейх        | 51 кг     | Анатолий Филиппов Поб 5:3   | Роберт Педен Пор КО      | Не прошёл                       | Не прошёл             | Не прошёл            |           |
| Слиман Зенгли    | 54 кг     | Жан Гунпин Поб 4:0          | Мохамед Ашик Пор 8:12    | Не прошёл                       | Не прошёл             | Не прошёл            |           |
| Хосин Солтани    | 57 кг     | Хорхе Мальоне Поб RSC       | Карлос Герена Поб 23:0   | Викториано Дамьен Соса Поб 13:4 | Андреас Тевс Пор 1:11 | Не прошёл            |           |
| Лаид Бунеб       | 63,5 кг   | Сандип Кумар Голен Поб 11:4 | Кристофер Генри Поб 17:3 | Марк Ледюк Пор 1:8              | Не прошёл             | Не прошёл            |           |
| Нуреддин Мезиане | 71 кг     | Абрар Хусейн Поб 7:0        | Оле Клеметсен Пор 3:14   | Не прошёл                       | Не прошёл             | Не прошёл            |           |
| Ахмед Дине       | 75 кг     | Томаззо Руссо Поб 6:4       | Раймонд Джовал Поб 22:14 | Крис Бёрд Пор 2:21              | Не прошёл             | Не прошёл            |           |

### Борьба
Спортсменов — 2
Греко-римский стиль
| Спортсмен      | Категория | 1 раунд                   | 2 раунд                   | 3 раунд              | 4 раунд              | 5 раунд              | 6 раунд              | Финалы               |
| Спортсмен      | Категория | Соперник и результат      | Соперник и результат      | Соперник и результат | Соперник и результат | Соперник и результат | Соперник и результат | Соперник и результат |
| -------------- | --------- | ------------------------- | ------------------------- | -------------------- | -------------------- | -------------------- | -------------------- | -------------------- |
| Мазуз Бенжедаа | 68 кг     | Абдулла Чаманголи Пор 0:3 | Ким Сун Мун Пор 0:4       | Не прошёл            | Не прошёл            | Не прошёл            | Не прошёл            | Не прошёл            |
| Юсуф Бугуэрра  | 74 кг     | Антон Мархль Пор 1:3      | Торбьёрн Корнбакк Пор 0:4 | Не прошёл            | Не прошёл            | Не прошёл            | Не прошёл            | Не прошёл            |

### Волейбол
Спортсменов — 10
Мужчины
Состав команды
| Имя                       | Игры |
| ------------------------- | ---- |
| Тайеб Эльхадж Бенхелфалла | 6    |
| Кримо Бернауи             | 6    |
| Файсал Гарзули            | 6    |
| Али Диф                   | 6    |
| Мурад Малауи              | 5    |
| Адель Сеннун              | 5    |
| Мурад Сеннун              | 6    |
| Фудил Таалба              | 5    |
| Файсал Теллуш             | 5    |
| Льес Тизиуалу             | 6    |

Групповой этап
| 26 июля 1992 | Объединённая команда            | 3 : 0 | Алжир |  |
| 26 июля 1992 | Счёт по сетам: 15:8, 15:7, 15:4 |       |       |  |

| 28 июля 1992 | Куба                            | 3 : 0 | Алжир |  |
| 28 июля 1992 | Счёт по сетам: 15:4, 15:2, 15:3 |       |       |  |

| 30 июля 1992 | Южная Корея                       | 3 : 0 | Алжир |  |
| 30 июля 1992 | Счёт по сетам: 15:8, 15:11, 15:12 |       |       |  |

| 1 августа 1992 | Нидерланды                      | 3 : 0 | Алжир |  |
| 1 августа 1992 | Счёт по сетам: 15:2, 15:5, 15:4 |       |       |  |

| 3 августа 1992 | Бразилия                         | 3 : 0 | Алжир |  |
| 3 августа 1992 | Счёт по сетам: 15:8, 15:13, 15:9 |       |       |  |

Положение команд
| Место | Команда              | В | П | РП   | Очки |
| ----- | -------------------- | - | - | ---- | ---- |
| 1     | Бразилия             | 5 | 0 | 15:2 | 10   |
| 2     | Куба                 | 4 | 1 | 13:5 | 9    |
| 3     | Объединённая команда | 3 | 2 | 11:7 | 8    |
| 4     | Нидерланды           | 2 | 3 | 8:9  | 7    |
| 5     | Южная Корея          | 1 | 4 | 3:12 | 6    |
| 6     | Алжир                | 0 | 5 | 0:15 | 5    |

Матч за 11-12 места
| 5 августа 1992 | Франция                         | 3 : 0 | Алжир |  |
| 5 августа 1992 | Счёт по сетам: 15:4, 15:9, 15:9 |       |       |  |

### Дзюдо
Спортсменов — 3
Мужчины
| Спортсмен          | Категория | 1/32                 | 1/16                       | 1/8                   | 1/4                       | 1/2                | 1-й доп. раунд        | Утешит. четвертьфинал         | Утешит. полуфинал    | За 3 место           | Финал                |
| Спортсмен          | Категория | Соперник Результат   | Соперник Результат         | Соперник Результат    | Соперник Результат        | Соперник Результат | Соперник Результат    | Соперник Результат            | Соперник Результат   | Соперник Результат   | Соперник Результат   |
| ------------------ | --------- | -------------------- | -------------------------- | --------------------- | ------------------------- | ------------------ | --------------------- | ----------------------------- | -------------------- | -------------------- | -------------------- |
| Абдельхаким Харкат | До 60 кг  | -                    | Исраль Эрнандес пор юко    | Не прошёл             | Не прошёл                 | Не прошёл          | Данут Поп пор вазаари | Закончил выступление          | Закончил выступление | Закончил выступление | Закончил выступление |
| Мезиан Дамани      | До 71 кг  | Авад Мамуд поб иппон | Джейсон Тревизан поб иппон | Хоакин Руис поб иппон | Берталан Хайтос пор иппон | Не прошёл          | Не прошёл             | Халиуй Болдбаатар пор вазаари | Закончил выступление | Закончил выступление | Закончил выступление |

Женщины
| Спортсмен     | Категория | 1/16                       | 1/8                                 | 1/4                       | 1/2                    | 1-й доп. раунд     | Утешит. четвертьфинал | Утешит. полуфинал  | За 3 место                   | Финал                 |
| Спортсмен     | Категория | Соперник Результат         | Соперник Результат                  | Соперник Результат        | Соперник Результат     | Соперник Результат | Соперник Результат    | Соперник Результат | Соперник Результат           | Соперник Результат    |
| ------------- | --------- | -------------------------- | ----------------------------------- | ------------------------- | ---------------------- | ------------------ | --------------------- | ------------------ | ---------------------------- | --------------------- |
| Салима Суакри | До 48 кг  | Донна Хилтон поб юсей-гачи | Мария Виллапол Бланко поб юсей-гачи | Михаэла Борнеман поб кока | Сесиль Новак пор иппон | Не прошла          | Не прошла             | Не прошла          | Амарилис Савон пор юсей-гачи | Закончила выступление |

### Лёгкая атлетика
Спортсменов — 9
Мужчины
| Спортсмен         | Вид                   | Предварительный круг | Предварительный круг | Полуфинал | Полуфинал | Финал     | Финал     |
| Спортсмен         | Вид                   | Результат            | Место                | Результат | Место     | Результат | Место     |
| ----------------- | --------------------- | -------------------- | -------------------- | --------- | --------- | --------- | --------- |
| Реда Абденуз      | 800м                  | 1.46,82              | 2                    | 1.46,06   | 3         | 1.48,34   | 7         |
| Нуреддин Морсели  | 1500м                 | 3.37,98              | 1                    | 3.39,22   | 1         | 3.41,70   | 7         |
| Айса Белаут       | 5000м                 | 15.02,76             | 12                   | Не прошёл | Не прошёл | Не прошёл | Не прошёл |
| Мохамед Селми     | Марафон               |                      |                      |           |           | 2:26.56   | 59        |
| Аззедин Брахми    | 3000м с препятствиями | 8.28,01              | 4                    | 8.25,85   | 5         | 8.20,71   | 8         |
| Ясин Мусли        | Прыжки в высоту       | 2,10                 | 33                   | Не прошёл | Не прошёл | Не прошёл | Не прошёл |
| Абделькадер Клуши | Прыжки в длину        | 5,33                 | 46                   | Не прошёл | Не прошёл | Не прошёл | Не прошёл |
| Лофти Хайда       | Тройной прыжок        | 16,31                | 23                   | Не прошёл | Не прошёл | Не прошёл | Не прошёл |

Женщины
| Спортсмен        | Вид   | Забег     | Забег | Полуфинал | Полуфинал | Финал     | Финал |
| Спортсмен        | Вид   | Результат | Место | Результат | Место     | Результат | Место |
| ---------------- | ----- | --------- | ----- | --------- | --------- | --------- | ----- |
| Хассиба Булмерка | 1500м | 4.09,91   | 1     | 4.03,81   | 1         | 3.55,30   | 1     |

### Плавание
Спортсменов — 1
Мужчины
| Спортсмен      | Вид        | Заплыв    | Заплыв | Полуфинал | Полуфинал | Финал     | Финал     |
| Спортсмен      | Вид        | Результат | Место  | Результат | Место     | Результат |           |
| -------------- | ---------- | --------- | ------ | --------- | --------- | --------- | --------- |
| Абдерзак Белла | 100м брасс | 1.07,88   | 46     | Не прошёл | Не прошёл | Не прошёл | Не прошёл |
| Абдерзак Белла | 200м брасс | 2.26,35   | 42     | Не прошёл | Не прошёл | Не прошёл | Не прошёл |

### Тяжёлая атлетика
Спортсменов — 2
| Спортсмен           | Категория | Масса | Рывок | Рывок | Рывок | Толчок | Толчок | Толчок | Всего | Место |
| Спортсмен           | Категория | Масса | 1     | 2     | 3     | 1      | 2      | 3      | Всего | Место |
| ------------------- | --------- | ----- | ----- | ----- | ----- | ------ | ------ | ------ | ----- | ----- |
| Аззедин Басбас      | 60 кг     | 59,95 | 115   | 115   | 117.5 | 150    | 157.5  | 157.5  | 265   | 16    |
| Абдельманаан Яхьяуи | 67,5 кг   | 67,50 | 135   | 140   | 142.5 | 170    | 175    | 175    | 315   | 4     |